# E.Leclerc
E.Leclerc — французское кооперативное общество, управляющее сетью гипермаркетов. Штаб-квартира расположена в Иври-сюр-Сен (пригород Парижа). Компания E.Leclerc была основана 1 января 1948 года Эдуаром Леклером в Бретани. По состоянию на 2019 год сеть E.Leclerc имела более 720 магазинов во Франции и 85 магазинов за пределами страны; магазины E.Leclerc представлены в Польше, Португалии, Испании, Реюньоне, Андорре, Словении и на островах Уоллис и Футуна.

## История
Первый магазин Эдуар Леклер (Edouard Leclerc) открыл в 1949 году в Ландерно. К 1958 году сеть Leclerc насчитывала 50 магазинов, а в следующем году был открыт первый магазин в пригороде Парижа (в Исси-ле-Мулино). Сеть Leclerc представляла собой объединение независимых владельцев магазинов, в 1962 году совладельцы магазинов организовали ещё одно объединение, которое занималось закупкой фермерской продукции, до этого товары приходилось покупать у посредников. В 1964 году Эдуар Леклер расширил свой первый магазин в Ландерно в гипермаркет. В 1969 году часть владельцев магазинов во главе с Жан-Пьером Ле Рошем откололись и основали новую сеть под названием ITM Entreprises (позже ставшую Les Mousquetaires). Оставшиеся совладельцы в 1970 году создали кооператив Groupement d’Achat des Centres E. Leclerc. С 1976 года магазины сети Leclerc стали оснащаться автозаправками. В 1978 году кооператив купил бойню и построил самый крупный во Франции завод по переработке свинины. К началу 1980-х годов под вывеской Leclerc работало более 100 гипермаркетов; ассортимент помимо продуктов включал одежду, спорттовары, косметику, парфюмерию и ювелирные изделия, также был создан собственный туроператор Leclerc Voyages (совместно с группой Bolloré) и собственная серверная сеть для работы с кредитными картами. В 1991 году был запущен бренд одежды Tissaia. В 1995 году были открыты первые зарубежные магазины, в Португалии и Польше. В 1997 году была создана торговая марка Marque Repère, под которой выпускалось около 800 наименований товаров.
В 2005 году президентом группы стал сын основателя, Мишель-Эдуар Леклер. В 2007 году был запущен виртуальный мобильный оператор E.Leclerc Mobile (с 2012 года — Réglo Mobile, использует сеть SFR).

## Деятельность
По состоянию на 2021 год E.Leclerc была крупнейшей розничной сетью Франции по размеру выручки (51 млрд евро), сеть во Франции насчитывала 1400 торговых точек.